# Kopalina towarzysząca
Kopalina towarzysząca – kopalina współwystępująca w granicach lub bliskim sąsiedztwie złoża kopaliny głównej, która może być eksploatowana równolegle z kopaliną główną, a nie kwalifikuje się do samodzielnej eksploatacji. Podobnie pojęcie to zdefiniował prof. A. Agopszowicz wskazując, że kopaliną towarzyszącą jest kopalina, która występuje w złożu kopaliny głównej lub w bezpośrednim jego sąsiedztwie w taki sposób, że oddzielne ich wydobywanie jest niemożliwe lub gospodarczo nieuzasadnione. Analogiczną definicję podał prof. S. Piechota, który przez kopalinę towarzyszącą rozumie taką kopalinę, która współwystępuje w bezpośrednim sąsiedztwie i nie może być oddzielnie wydobywana.
Pojęcie to nie zostało zdefiniowane normatywnie.